# Россия на чемпионате мира по водным видам спорта 2019
Россия принимала участие на чемпионате мира по водным видам спорта, который прошёл в южнокорейском Кванджу с 12 по 28 июля 2019 года.

## Медалисты
| Золото  | |                                                              |         |
| №       | Спортсмены | Вид спорта (дисциплина)                                      | Дата    |
| 1       | Светлана Колесниченко | Синхронное плавание (соло, техническая программа)            | 13 июля |
| 2       | Светлана Колесниченко Светлана Ромашина | Синхронное плавание (дуэт, техническая программа)            | 14 июля |
| 3       | Майя Гурбанбердиева Александр Мальцев | Синхронное плавание (смешанный дуэт, техническая программа)  | 15 июля |
| 4       | Анастасия Архиповская Марина Голядкина Майя Дорошко Вероника Калинина Полина Комар Влада Чигирёва Алла Шишкина Мария Шурочкина                                   | Синхронное плавание (группы, техническая программа)          | 16 июля |
| 5       | Светлана Ромашина | Синхронное плавание (соло, произвольная программа)           | 17 июля |
| 6       | Светлана Колесниченко Светлана Ромашина | Синхронное плавание (дуэт, произвольная программа)           | 18 июля |
| 7       | Анастасия Архиповская Марина Голядкина Вероника Калинина Полина Комар Варвара Субботина Влада Чигирёва Алла Шишкина Мария Шурочкина                              | Синхронное плавание (группы, произвольная программа)         | 19 июля |
| 8       | Майя Гурбанбердиева Александр Мальцев | Синхронное плавание (смешанный дуэт, произвольная программа) | 20 июля |
| 9       | Анастасия Архиповская Марина Голядкина Майя Дорошко Михаела Каланча Вероника Калинина Полина Комар Влада Чигирёва Алла Шишкина Мария Шурочкина Варвара Субботина | Синхронное плавание (комбинация, произвольная программа)     | 20 июля |
| Серебро | |                                                              |         |
| №       | Спортсмены | Вид спорта (дисциплина)                                      | Дата    |
| 1       | Екатерина Беляева Виктор Минибаев | Прыжки в воду (синхронная вышка, 10 метров, микст)           | 13 июля |
| 2       | Александр Бондарь Виктор Минибаев | Прыжки в воду (синхронная вышка, 10 метров, мужчины)         | 15 июля |
| 3       | Юлия Тимошинина Сергей Назин | Прыжки в воду (команды)                                      | 16 июля |
| 4       | Кирилл Беляев | Плавание на открытой воде (25 км, мужчины)                   | 19 июля |
| 5       | Владислав Гринёв Климент Колесников Андрей Минаков* Владимир Морозов Евгений Рылов                                                                               | Плавание (эстафета 4×100 метров вольным стилем, мужчины)     | 21 июля |
| 6       | Олег Костин | Плавание (50 метров баттерфляем, мужчины)                    | 22 июля |
| Бронза  | |                                                              |         |
| №       | Спортсмены | Вид спорта (дисциплина)                                      | Дата    |
| 1       | Александр Бондарь | Прыжки в воду (вышка, 10 метров, мужчины)                    | 20 июля |
| 2       | Мартин Малютин | Плавание (200 метров вольным стилем, мужчины)                | 23 июля |

## Результаты соревнований
Плавание
| Дистанция                  | Спортсмены        | Предварительный раунд | Предварительный раунд | Предварительный раунд | Полуфинал            | Полуфинал            | Полуфинал            | Финал                 | Финал                 |
| Дистанция                  | Спортсмены        | Заплыв                | Результат             | Место                 | Заплыв               | Результат            | Место                | Результат             | Место                 |
| -------------------------- | ----------------- | --------------------- | --------------------- | --------------------- | -------------------- | -------------------- | -------------------- | --------------------- | --------------------- |
| 50 метров вольным стилем   | Владимир Морозов  |                       |                       |                       |                      |                      |                      |                       |                       |
| 50 метров вольным стилем   | Владислав Гринёв  |                       |                       |                       |                      |                      |                      |                       |                       |
| 100 метров вольным стилем  | Владимир Морозов  | 13                    | 49.09                 | 24                    | Завершил выступление | Завершил выступление | Завершил выступление | Завершил выступление  | Завершил выступление  |
| 100 метров вольным стилем  | Владислав Гринёв  | 12                    | 47.92                 | 2                     | 1                    | 47.82                | 4                    |                       |                       |
| 200 метров вольным стилем  | Мартин Малютин    | 7                     | 1.46.29               | 3                     | 2                    | 1.45.60              | 7                    | 1.45.63               | 3                     |
| 200 метров вольным стилем  | Михаил Довгалюк   | 5                     | 1.46.72               | 11                    | 2                    | 1.46.20              | 12                   | Завершил выступление  | Завершил выступление  |
| 400 метров вольным стилем  | Александр Красных | 5                     | 3.46.65               | 9                     | не проводится        | не проводится        | не проводится        | Завершили выступление | Завершили выступление |
| 400 метров вольным стилем  | Мартин Малютин    | 4                     | 3.47.43               | 11                    | не проводится        | не проводится        | не проводится        | Завершили выступление | Завершили выступление |
| 1500 метров вольным стилем |                   |                       |                       |                       | не проводится        | не проводится        | не проводится        |                       |                       |
| 1500 метров вольным стилем |                   |                       |                       | не проводится         |                      |                      |                      |                       |                       |

- Плавание на чемпионате мира по водным видам спорта 2019 — 50 метров вольным стилем (мужчины)
- Плавание на чемпионате мира по водным видам спорта 2019 — 50 метров вольным стилем (женщины)
- Плавание на чемпионате мира по водным видам спорта 2019 — 100 метров вольным стилем (мужчины)
- Плавание на чемпионате мира по водным видам спорта 2019 — 100 метров вольным стилем (женщины)

### Плавание на открытой воде
- Плавание на открытой воде на чемпионате мира по водным видам спорта 2019 — 5 км (мужчины)

### Прыжки в воду
Россия была представлена 13 прыгунами (6 мужчин и 7 женщин).
Мужчины
| Спортсмен                         | Дисциплина                   | Квалификация | Квалификация | Полуфинал     | Полуфинал     | Финал                | Финал                |
| Спортсмен                         | Дисциплина                   | Баллы        | Место        | Баллы         | Место         | Баллы                | Место                |
| --------------------------------- | ---------------------------- | ------------ | ------------ | ------------- | ------------- | -------------------- | -------------------- |
| Сергей Назин                      | трамплин, 1 метр             | 303.45       | 29           | Не проводится | Не проводится | Завершил выступление | Завершил выступление |
| Евгений Кузнецов                  | трамплин, 3 метра            | 416.10       | 12 Q         | 447.55        | 8 Q           | 434.55               | 10                   |
| Никита Шлейхер                    | трамплин, 3 метра            | 436.30       | 5 Q          | 452.15        | 5 Q           | 442.95               | 9                    |
| Александр Бондарь                 | вышка, 10 метров             | 483.55       | 5 Q          | 426.60        | 10 Q          | 541.05               | 3                    |
| Игорь Мялин                       | вышка, 10 метров             | 398.50       | 13 Q         | 403.60        | 14            | Завершил выступление | Завершил выступление |
| Евгений Кузнецов Никита Шлейхер   | синхронный трамплин, 3 метра | 345.00       | 12 Q         | Не проводится | Не проводится | 396.81               | 5                    |
| Александр Бондарь Виктор Минибаев | синхронная вышка, 10 метров  | 407.37       | 3 Q          | Не проводится | Не проводится | 444.60               | 2                    |

Женщины
| Спортсмен                         | Дисциплина                   | Квалификация | Квалификация | Полуфинал             | Полуфинал             | Финал                 | Финал                 |
| Спортсмен                         | Дисциплина                   | Баллы        | Место        | Баллы                 | Место                 | Баллы                 | Место                 |
| --------------------------------- | ---------------------------- | ------------ | ------------ | --------------------- | --------------------- | --------------------- | --------------------- |
| Кристина Ильиных                  | трамплин, 1 метр             | 245.50       | 3 Q          | Не проводится         | Не проводится         | 252.80                | 5                     |
| Мария Полякова                    | трамплин, 1 метр             | 212.25       | 23           | Не проводится         | Не проводится         | Завершила выступление | Завершила выступление |
| Елена Черных                      | трамплин, 3 метра            | 266.70       | 17           | 264.45                | 18                    | Завершила выступление | Завершила выступление |
| Ульяна Клюева                     | трамплин, 3 метра            | 251.70       | 22           | Завершила выступление | Завершила выступление | Завершила выступление | Завершила выступление |
| Анна Чуйнышева                    | вышка, 10 метров             | 235.30       | 30           | Завершили выступление | Завершили выступление | Завершили выступление | Завершили выступление |
| Юлия Тимошинина                   | вышка, 10 метров             | 233.25       | 31           | Завершили выступление | Завершили выступление | Завершили выступление | Завершили выступление |
| Кристина Ильиных Мария Полякова   | синхронный трамплин, 3 метра | 267.90       | 7 Q          | Не проводится         | Не проводится         | 292.80                | 4                     |
| Екатерина Беляева Юлия Тимошинина | синхронная вышка, 10 метров  | 288.00       | 5 Q          | Не проводится         | Не проводится         | 291.30                | 5                     |

Микст
| Спортсмен                         | Дисциплина                   | Финал  | Финал |
| Спортсмен                         | Дисциплина                   | Баллы  | Место |
| --------------------------------- | ---------------------------- | ------ | ----- |
| Сергей Назин Кристина Ильиных     | синхронный трамплин, 3 метра | 273.24 | 10    |
| Виктор Минибаев Екатерина Беляева | синхронная вышка, 10 метров  | 311.28 | 2     |
| Сергей Назин Юлия Тимошинина      | команды                      | 390.05 | 2     |

### Синхронное плавание
Россия была представлена 14 синхронистами (13 женщин и 1 мужчина).
Женщины
| Спортсмены | Дисциплина                     | Квалификация | Квалификация | Финал   | Финал |
| Спортсмены | Дисциплина                     | Баллы        | Место        | Баллы   | Место |
| --- | ------------------------------ | ------------ | ------------ | ------- | ----- |
| Светлана Колесниченко | соло, техническая программа    | 94.1126      | 1 Q          | 95.0023 | 1     |
| Светлана Ромашина | соло, произвольная программа   | 96.4667      | 1 Q          | 97.1333 | 1     |
| Светлана Колесниченко Светлана Ромашина | дуэт, техническая программа    | 95.9501      | 1 Q          | 95.9010 | 1     |
| Светлана Колесниченко Светлана Ромашина | дуэт, произвольная программа   | 96.6667      | 1 Q          | 97.5000 | 1     |
| Анастасия Архиповская Влада Чигирёва Майа Дорошко Марина Голядкина Михаела Каланча (R) Вероника Калинина Полина Комар Алла Шишкина Мария Шурочкина Варвара Субботина (R) | группы, техническая программа  | 96.2253      | 1 Q          | 96.9426 | 1     |
| Анастасия Архиповская Влада Чигирёва Майа Дорошко Марина Голядкина Михаела Каланча (R) Вероника Калинина Полина Комар Алла Шишкина Мария Шурочкина Варвара Субботина (R) | группы, произвольная программа | 97.7667      | 1 Q          | 98.0000 | 1     |
| Анастасия Архиповская Влада Чигирёва Майа Дорошко Марина Голядкина Михаела Каланча (R) Вероника Калинина Полина Комар Алла Шишкина Мария Шурочкина Варвара Субботина (R) | комбинация                     | 96.5667      | 1 Q          | 98.0000 | 1     |

Микст
| Спортсмен                             | Дисциплина                   | Квалификация | Квалификация | Финал   | Финал |
| Спортсмен                             | Дисциплина                   | Баллы        | Место        | Баллы   | Место |
| ------------------------------------- | ---------------------------- | ------------ | ------------ | ------- | ----- |
| Майя Гурбанбердиева Александр Мальцев | дуэт, техническая программа  | 91.5878      | 1 Q          | 92.0749 | 1     |
| Майя Гурбанбердиева Александр Мальцев | дуэт, произвольная программа | 93.1000      | 1 Q          | 92.9667 | 1     |

 Примечание: (R) = Запасная

### Хай-дайвинг
Россию представляли три хай-дайвера в мужских соревнованиях.
Мужчины